# Patrick Labyorteaux
Patrick Labyorteaux, également crédité sous le nom de Patrick Laborteaux au début de sa carrière, est un acteur américain, né le 22 juillet 1965 à Los Angeles.

## Biographie

### Famille et enfance
Patrick Francis Labyorteaux est né le 22 juillet 1965 à Los Angeles, de parents inconnus. Il est adopté à l'âge de 9 mois par « Ron » Ronald Labyorteaux (1930-1992), architecte d'intérieur et agent artistique, et son épouse « Frankie » Frances Mae Marshall (1927-2012), actrice. Ils auront ensuite un autre fils adoptif, Matthew Laborteaux (1966), qui deviendra également acteur, et une fille adoptive, Jane Labyorteaux.
On sait peu de choses sur sa vie avant son adoption. Bien que sa mère adoptive Frances Marshall ait dit que, lors de leur première rencontre avec Patrick, il souffrait de malnutrition et avait été classé « psychotique » ainsi « qu'inadoptable » par les services sociaux. « Il était tellement tendu qu'il ne pouvait pas garder de nourriture. Quand nous l'avons eu, il souffrait de malnutrition et était épuisé. Il avait des sueurs froides quand quelqu'un essayait de le toucher. Avec beaucoup d'amour et une main ferme et douce, ses symptômes ont disparu en quelques années », se souvient sa mère.

### Carrière
Patrick Labyorteaux commence sa carrière en guise de thérapie. À sept ans, il est déjà un habitué des publicités Cheerios et McDonald's. Quelques jours avant son huitième anniversaire, il est choisi pour jouer dans le film Mame (1974), avec Lucille Ball.
Il fait donc ses débuts enfant aux côtés de son frère Matthew Laborteaux, notamment dans la série télévisée La Petite Maison dans la prairie de 1977 à 1981, où il joue le rôle d'Andy Garvey.
Il fait ensuite des apparitions dans d'autres films et séries télévisées, notamment Shazam!, Captains and the Kings, Starsky et Hutch, La croisière s'amuse, 21 Jump Street, Le Cavalier solitaire, Spider-Man, l'homme-araignée et Loïs et Clark : Les Nouvelles Aventures de Superman. En tant qu'adulte il est surtout connu pour son rôle dans la série télévisée JAG. On le voit aussi dans NCIS, FBI : Portés disparus, Les Experts, Ghost Whisperer ou Dexter.
Spécialisé dans les séries, il est aussi apparu au cinéma, le plus généralement dans des comédies familiales (Fatal Games). On peut le voir dans le film Yes Man aux côtés de Jim Carrey.

### Vie privée
Patrick Labyorteaux est marié depuis le 3 octobre 1998 avec Tina Albanese (en), productrice de télévision. Ils ont ensemble un fils : Jeau Bennett Labyorteaux, né le 11 juillet 2001 à Los Angeles.
En 1992, Patrick Labyorteaux et son frère Matthew Laborteaux fondent l'association the Youth Rescue Fund, une œuvre de charité qui aide les jeunes en difficulté et collecte des fonds pour des centres d'accueil pour les jeunes aux États-Unis. L'organisation n'est plus active aujourd'hui.

## Filmographie

### Cinéma
- 1974 : Le shérif est en prison (Blazing Saddles) : Henry (non crédité)
- 1974 : Mame : Peter
- 1977 : Opening Night : jeune acteur (non crédité)
- 1987 : Prof d'enfer pour un été (Summer School) : Kevin Winchester
- 1987 : Terminal Entry : Bob
- 1989 : Fatal Games (Heathers) : Ram Sweeney
- 1991 : Ski School : Ed Young
- 1991 : Ghoulies 3: Ghoulies Go to College : Mookey
- 1992 : Adventures in Dinosaur City : Rex / Mr. Big (voix)
- 1992 : Ninja Kids (3 Ninjas) : Fester
- 1994 : National Lampoon's Last Resort (vidéo) : Hemlock jeune
- 2001 : Hollywood Palms : Clark
- 2002 : Redemption of the Ghost : Cameron Blevins
- 2008 : Yes Man : Marv
- 2009 : Melancholy Baby (court-métrage) : Zachariah Block
- 2010 : In My Sleep : Rob
- 2011 : 2012: Ice Age : Bill Hart

### Télévision

#### Téléfilms
- 1974 : Only with Married Men : Peter West
- 1977 : Young Joe, the Forgotten Kennedy : Ted Kennedy
- 1978 : The Comedy Company : Davey Byron
- 1986 : Prince of Bel Air : Justin
- 1995 : High Lonesome : maître de poste
- 1995 : La Vérité en face (The Stranger Beside Me) : officier de police Lane
- 2009 : La Tempête du siècle (The Storm) : Carter
- 2018 : Sharknado 6: The Last Sharknado, It's About Time : Jules César

#### Séries télévisées
- 1973 : This Is the Life : Eric Barrington (épisode : Child of Rage, Child of Tears)
- 1976 : Shazam! : Bill Sherwood (saison 3, épisode 3 : Les Parachutistes (Ripcord))
- 1976 : Captains and the Kings : Rory jeune (Chapitre V)
- 1977-1981 : La Petite Maison dans la prairie (Little House on the Prairie) : Andy Garvey (43 épisodes)
- 1977 : Starsky et Hutch (Starsky & Hutch) : Richie Yeager (saison 3, épisodes 8 et 9 : L'Épidémie : 1re et 2e partie (The Plague (Parts 1–2)))
- 1979 : La croisière s'amuse (The Love Boat) : Bobby Trymon (saison 2, épisode 24 : Chassé croisé (Ages of Man / Bo 'n Sam / Families))
- 1979 : Trapper John, M.D. : Billy (épisode : One for My Baby)
- 1981 : La croisière s'amuse (The Love Boat) : Todd Andrews (saison 5, épisode 7 : Vicky s'amuse (The Lady from Laramine / Vicki Swings / Phantom Bride))
- 1983-1984 : Les Petits Génies (Whiz Kids) ...
- 1989 : 21 Jump Street : soldat Jack Weaver (saison 3, épisode 13 : Le Déserteur (A.W.O.L.))
- 1990 : Le Cavalier solitaire (Paradise) : Jerome (saison 2, épisode 13 : Tu bâtiras ton église (The Gates of Paradise) ; saison 2, épisode 19 : L'Ombre d'un doute (Shadow of a Doubt))
- 1995-1998 : Spider-Man, l'homme-araignée (Spider-Man: The Animated Series) : Flash Thompson (voix) (15 episodes)
- 1995 : Hope & Gloria : Howie (épisode : Are We Having Fun Yet?)
- 1995 : Loïs et Clark : Les Nouvelles Aventures de Superman (Lois & Clark: The New Adventures of Superman) : Bob Fences (saison 3, épisode 3 : Contact)
- 1995 : New York Daze : maître d'escalier (épisode Rebound Guy)
- 1995-2005 : JAG  : capitaine de vaisseau Bud J. Roberts Jr. (208 épisodes)
- 1996 : The Last Frontier : Andy (6 épisodes)
- 1996 : Living Single : officier Solis (épisode : The Engagement: Part 2)
- 1999 : Godzilla, la série (Godzilla: The Series) : Dr. Hoffman (voix) (saison 1, épisodes 13-14-15 : Combat de monstres : Partie 1-2-3 (Monster Wars (Parts 1–3)))
- 2003 : Oui, chérie ! (Yes, Dear) : capitaine de vaisseau Bud J. Roberts Jr. (saison 3, épisode 14 : Le figurant (Let's Get Jaggy with It))
- 2003 : NCIS : capitaine de vaisseau Bud J. Roberts Jr. (saison 1, épisode 2 : Le Dernier Saut (Hung Out to Dry))
- 2007 : FBI : Portés disparus (Without a Trace) : William Broeder (saison 5, épisode 24 : Un nouveau départ (The Beginning))
- 2008 : Wildfire : Derek Polk (saison 4, épisode 4 : Les Douze Petits Cochons (Flames))
- 2008 : Les Experts (CSI: Crime Scene Investigation) : Bob Lenz (saison 9, épisode 6 : Bang ! Bang ! (Say Uncle))
- 2009 : Ghost Whisperer : Jeffrey Crockett (saison 4, épisode 16 : Flagrant délire (Ghost Busted))
- 2009 : Dexter : cuisinier sandwich (saison 4, épisode 5 : Inspecteur Harry (Dirty Harry))
- 2009 : iCarly : Wilson (saison 2, épisode 30 : L'Amour perdu de Lewbert (iFind Lewbert's Lost Love))
- 2016 : NCIS : capitaine de vaisseau Bud J. Roberts Jr. (saison 14, épisode 1 : Une nouvelle ère (Rogue))
- 2016 : American Crime Story : Mike Walker (saison 1, épisode 4 : 100% Non Coupable (100% Not Guilty))
- 2016 : Castle : Glen Hume (saison 8, épisode 19 : L'Immortel (Dead Again))
- 2016 : Scandal : Doug Morton (saison 5, épisode 21 : Bravo, ma fille ! (That's My Girl))
- 2017 : Rebel : Dr. Adam Loyton (épisode 2 : Brother's Keeper)
- 2018 : NCIS : capitaine de vaisseau Bud J. Roberts Jr. (saison 15, épisode 12 : Le Grand Secret (Dark Secrets))
- 2022 : NCIS : Olev Kozlov (saison 20, épisode 7)